# 小行星12211
小行星12211（12211 Arnoschmidt）是一颗绕太阳运转的小行星，为主小行星带小行星。该小行星于1981年5月28日发现。

## 轨道参数
小行星12211的轨道半长轴为3.1222898 UA，离心率为0.155。